# 345971 Marktorrence
345971 Marktorrence este o planetă minoră (asteroid) din centura de asteroizi. A fost descoperită pe 14 octombrie 2007 la  de David R. Skillman⁠(d). 
Obiectul prezintă o orbită caracterizată de o semiaxă mare de 2,7715765339039 UAi, o excentricitate de 0,07, o înclinație de 3,7 ° în raport cu ecliptica.